# Badem
Badem település Németországban, Rajna-vidék-Pfalz tartományban. Lakosainak száma 1376 fő (2023. december 31.).

## Népesség
A település népességének változása:
| Lakosok száma | 826  | 1164 | 1203 | 1271 | 1330 | 1376 |
|               | 1975 | 2017 | 2019 | 2021 | 2022 | 2023 |